# Independence (Ohio)
Independence è una città degli Stati Uniti d'America, situata nello Stato dell'Ohio, nella Contea di Cuyahoga, e facente parte dell'area metropolitana di Cleveland.